# Kratylos (dialog)
Kratylos – jeden z dialogów filozoficznych Platona. Zatytułowany został imieniem nauczyciela Platona, Kratylosa, zwolennika Heraklita. Dialog dotyczy zagadnień językoznawczych (później został opatrzony podtytułem O poprawności nazw). Jest uważany za jedno z pierwszych dzieł językoznawczych w historii; zajmuje się kwestią teorii i filozofii języka. Dialog Platona jest napisany w formie dyskusji trzech filozofów: Sokratesa, Hermogenesa i Kratylosa. Porusza problematykę tego, czy słowa mają charakter konwencjonalny (opierają się na umowie), czy też istnieje naturalny związek między słowem a treścią oznaczaną.